# Id Software
id Software (произносится как «ид»; см. название) — американская компания-разработчик компьютерных игр со штаб-квартирой в округе Даллас, штат Техас. Компания основана четырьмя бывшими работниками компьютерной компании Softdisk: программистами Джоном Кармаком и Джоном Ромеро, геймдизайнером Томом Холлом, художником Адрианом Кармаком (не родственник Джона). Также в создании компании участвовал бизнес-менеджер Джей Уилбер.
id Software внесла существенный вклад в технологии, применяемые в компьютерных играх на IBM PC (платформы DOS и Windows), что обусловлено разработками для игровых серий Wolfenstein, Doom и Quake. Особенно важный вклад id внесла в технологии компьютерной трехмерной графики и игровых движков, получивших широкое применение в индустрии компьютерных игр. id Software также внесла крайне значимый вклад в создание такого жанра компьютерных игр как шутер от первого лица. Wolfenstein 3D часто упоминается как первый «настоящий» шутер, Doom в значительной мере привлек внимание к жанру и к IBM PC как к игровой платформе в целом, а Quake стала первой по-настоящему трехмерной игрой в жанре (не использовалась псевдотрёхмерность).
Компания была приобретена издателем ZeniMax Media 24 июня 2009 года, которая в 2020 году была приобретена Microsoft. В 2015 году было открыто подразделение студии во Франкфурте, Германия.

## История
Будущие основатели id Software встретились в офисе компании Softdisk, где они занимались разработкой различных игр для ежемесячного издания Softdisk, в том числе Dangerous Dave. В сентябре 1990 года Джон Кармак разработал эффективный способ осуществлять в реальном времени боковую прокрутку графики на IBM PC. Открыв эту прорывную на тот момент технологию, Кармак и Холл допоздна задержались на работе, чтобы воссоздать на базе этой технологии первый уровень из популярной игры Super Mario Bros. 3 1988 года на NES, использовав вместо оригинальных спрайтов имеющуюся графику «Опасного Дэйва» от Ромеро. Когда Ромеро смог изучить эту демо-версию, названную «Dangerous Dave in Copyright Infringement» (англ. Опасный Дэйв и нарушение авторских прав), он осознал, насколько большой у этой технологии потенциал. С этого момента их группа начала интенсивно работать сверхурочно по ночам, заходя в этом настолько, что «заимствовали» неиспользуемые по ночам и по выходным компьютеры компании для воссоздания собственной полной версии Super Mario Bros. 3.
Несмотря на качество разработки, Nintendo отказала им, сославшись на отсутствие планов выходить на рынок игр для IBM PC, кроме того игры о Марио должны выпускаться исключительно на приставках от Nintendo. Примерно в то же время Скотт Миллер из Apogee Software узнал об этой группе разработчиков и их выдающихся талантах, поиграв в Dangerous Dave от Джона Ромеро. Чтобы заинтриговать его и заставить выйти на связь, Миллер отправил несколько писем от лица фанатов, используя один и тот же адрес для обратной связи. Позднее Миллер объяснил Ромеро, что он воспользовался обманом, поскольку компании в те времена крайне ревностно оберегали своих талантливых работников, потому единственной возможностью связаться было вызвать интерес у самого Ромеро. Миллер предложил издавать по модели shareware игры, разработанные группой Ромеро. В результате, команда будущей id Software начала разработку игры Commander Keen — игры для IBM PC в жанре сайд-скроллер с геймплеем в духе игр о Марио, снова на «заимствованных» компьютерах компании в бессчетном количестве часов в доме на берегу озера, где они жили, в городе Шривпорт, Луизиана. Первый эпизод Commander Keen был отправлен в Apogee, компанию Миллера, 15 декабря 1990, и на неё стали поступать заказы. Вскоре менеджмент в Softdisk узнал о некорректных действиях сотрудников по отношению к компании. Они предложили создать новую совместную компанию, однако руководство Softdisk начало угрожать увольнениями, если такое произойдет. Юридически группа обязывалась в течение оговорённого времени предоставлять Softdisk игру раз в два месяца, разработанную за счёт собственных средств. id Software была зарегистрирована 1 февраля 1991 года.
Первоначально id Software использовала shareware-модель распространения от Apogee для издания таких игр как Commander Keen, Wolfenstein 3D и Doom. Они распространяли первый из эпизодов игры бесплатно, после чего продавали остальные эпизоды с доставкой по почте. Компания перешла на более традиционный способ продажи запечатанных в плёнку коробочных версий через магазины позднее (приблизительно во время выхода Doom II), воспользовавшись для этого услугами других издателей. По словам Джона Ромеро, в 1992 году Sierra Entertainment хотела приобрести id Software за 2,5 млн долларов в виде акций, чтобы выступить издателем Wolfenstein 3D, но не хватило 100 тысяч наличными.
24 июня 2009 была анонсирована сделка о покупке id Software издателем ZeniMax Media (собственником Bethesda Softworks). Со временем эта сделка должна была затронуть все издательские контракты id Software, начиная с игры Rage, в итоге изданной без участия Electronic Arts.

### Название
Название компании пишется со строчной буквы — id — и произносится так же, как и в словах did или kid. Согласно книге «Masters of Doom», группа будущих основателей id называла себя «Ideas from the Deep» (англ. идеи из глубин) во время своей работы в Softdisk, однако впоследствии оно объяснялось, как аббревиатура фразы «in demand» (англ. расхожий, пользующийся спросом).
Самой компанией собственное название рассматривается как отсылка к понятию ид — психологической концепции, введённой Зигмундом Фрейдом. Свидетельство этого можно найти во фразе «that’s id, as in the id, ego, and superego in the psyche» (с англ. — «этот ид такой же, как ид, эго и супер-эго в психике») из документации Wolfenstein 3D, одной из ранних игр компании. Также отсылку к Фрейду можно было найти на странице «История» веб-сайта компании до его обновления.

### Ключевые работники
- Кевин Клауд — исполнительный продюсер (с 1991 года)
- Марти Стрэттон — исполнительный продюсер[10] (2000-2019), глава студии (с 2019 года)
- Роберт Даффи — начальник технологического отдела[10] (с 1998 года)
- Донна Джексон — офис-менеджер (с 1994 года)[11][12]

### Бывшие ключевые работники
Приведены в хронологическом порядке по дате увольнения:
- Том Холл — один из основателей, геймдизайнер, дизайнер уровней, писатель, креативный директор (1991—1993). Был вынужден уволиться в августе 1993 после разногласий с Джоном Кармаком относительно концепции игры Doom. Вскоре после увольнения присоединился к 3D Realms.
- Роберт Принс — композитор (1991—1994). Внештатный музыкант, отказавшийся от дальнейшей совместной работы по личным мотивам после окончания работы над Doom II.
- Дэйв Тейлор — программист (1993—1994). После увольнения из id Software основал компанию Crack dot Com.
- Джон Ромеро — один из основателей, геймдизайнер, программист (1991—1996). Уволен 6 августа 1996 после выхода Quake за отсутствие результатов работы. Совместно с Холлом основал компанию Ion Storm 15 ноября 1996.
- Шон Грин — работник техподдержки (1991—1996). Уволился, чтобы присоединиться к компании Ромеро.
- Майк Уилсон — специалист по связям с общественностью и маркетингу (1994—1997). Уволился, чтобы присоединиться к компании Ромеро на должности CEO.
- Майкл Абраш — вернулся в Microsoft после окончания работ над Quake.
- Джей Уилбер — бизнес-менеджер (1991—1997). Уволился после увольнения Ромеро и присоединился к Epic Games в 1997.
- Сэнди Петерсен — дизайнер уровней (1993—1997). Уволился, чтобы присоединиться к Ensemble Studios в 1997.
- Американ Макги — дизайнер уровней (1993—1998). Уволен после окончания работ над Quake II. Присоединился к Electronic Arts, где создал крайне высоко оцениваемую игру American McGee’s Alice.
- Адриан Кармак — один из основателей, художник (1991—2005). Как сообщалось, Адриан покинул id Software после окончания работ над Doom 3, чтобы «полностью посвятить себя искусству». Позже стало известно, что он был уволен по юридическим причинам, связанным с вопросами собственности, после чего подал на компанию в суд. После продажи компании ZeniMax Media данное судебное разбирательство потеряло смысл.
- Тодд Холленсхэд — президент (1996—2013). Покинул компанию на хороших условиях, чтобы «работать над достижением собственных целей».
- Джон Кармак — один из основателей, технический директор (1991—2013). Присоединился по совместительству к Oculus VR 7 августа 2013. Однако вскоре стало понятно, что он не может совмещать работу на две компании. Кармак уволился из id Software 23 ноября 2013 года и перешел на полную ставку в Oculus. Он стал последним из основателей, работавших на компанию.
- Тим Уиллитс — глава студии (1995—2019)

### Слияние с ZeniMax Media
24 июня 2009 года было анонсировано, что компания ZeniMax Media, которая является родительской компанией Bethesda Softworks, завершила приобретение id Software. Согласно договору, Bethesda Softworks будет издавать все игры id Software, за исключением тех, что подпадают под соглашение на издание с другими компаниями. Тодд Холленсхед, генеральный директор id Software, так прокомментировал акт приобретения: «Сотрудничество с умным издателем, таким, как Bethesda Softworks, было уникальной возможностью, при которой интересы студии и издателя будут полностью одинаковыми и в разработке, и в маркетинге наших игр. Кроме того, теперь мы имеем финансовые и деловые ресурсы для поддержки будущего развития id Software; это огромное преимущество, которое приведёт к более и более хорошим играм для наших фанатов». Id Software продолжит работать, как студия-разработчик, под руководством её основателя, Джона Кармака. Согласно договору, в процессе разработки игр id Software не будет сделано никаких изменений, все руководители останутся на своих должностях и уже подписали контракты о продолжении деятельности на своих постах.
«Эта сделка помещает id Software в замечательную позицию, которая будет способствовать нашему продвижению», заявил Джон Кармак, который продолжит работать на должности технического директора. «Теперь мы будем в состоянии улучшить и расширить все наши франчайзы под одной крышей, усиливая наши способности благодаря многим командам, давая возможность проводить передовые исследования».
Позднее известный игровой ресурс Kotaku.com попросил Кармака прокомментировать данную сделку:

«Нам порядком надоело состязаться с нашими собственными издателями в вопросах того, какими будут наши игры. И у нас на самом деле накопилось больше интеллектуальной собственности, чем мы были способны использовать. А результаты работы с другими компаниями были не столь впечатляющими, какими могли бы. И потому идея превращения по существу в издателя и слияния с Bethesda и ZeniMax идеальна. Даже трудно вообразить более взаимодополняющие отношения. Они — асы, высший класс в области RPG. И они не пересекаются со всем тем, что мы делаем в жанре FPS».
Оригинальный текст (англ.)"We're really getting kind of tired competing with our own publishers in terms of how our titles will be featured," Carmack said. "And we've really gotten more IPs than we've been able to take advantage of. And working with other companies hasn't been working out as spectacularly as it could. So the idea of actually becoming a publisher and merging Bethesda and ZeniMax on there [is ideal.] It would be hard to imagine a more complementary relationship. They are triple A, top-of-the-line in what they do in the RPGs. And they have no overlap with all the things we do in the FPSes."

Джон Ромеро, бывший сотрудник id Software, назвал эту сделку «отвратительной», а также добавил «Fallout 3 купил DOOM». Однако позднее он изменил своё мнение, заявив: «Я положительно отношусь к сделке с ZeniMax. Моя первоначальная реакция была резкой. Жаль. Я полагаю, что я был потрясён и грустен, когда увидел, что та старая id Software сегодня изменилась навсегда. Это новый день и новая id Software».
На следующий день, 25 июня, сайт VentureBeat разговаривал с Джоном Кармаком касательно данной сделки. На вопрос о том, почему id Software так сделала, Кармак ответил следующим образом:
ZeniMax пришла с предложением. Чем больше мы на него смотрели, тем больше оно нам нравилось. Среди двух очевидных покупателей id Software присутствовали Electronic Arts и Activision. Они являются двумя гигантами игровой индустрии. Но мы знали, что должны будем пройти через существенные корпоративные изменения, если пойдём с ними. Мы знаем разработчиков, работающих в студиях, принадлежащих этим компаниям. И хотя они много чего хорошего говорят, но нет сомнения в том, что эти компании изменились. И если бы мы пошли к одной из этих двух компаний, то мы бы стали ещё одной такой студией. Мы были бы дорогой студией, но мы бы не были единственной студией издателя, которая производит шутеры. И нам пришлось бы конкурировать за ресурсы с нашими партнёрскими и сестринскими студиями. Нет сомнения, что если бы в них был проект типа Call of Duty, то был бы конфликт.
Также в данном интервью Кармак говорил о будущем компании. Он сообщил о намерении id Software создать три команды разработчиков, которые бы параллельно работали над тремя крупными проектами. После того, как Quake Live будет закончена, её небольшая команда перейдёт на мультиплеер Rage и Doom 4. Согласно Кармаку, на момент интервью компания располагает двумя крупными командами, работающими над Rage и Doom 4. Также есть отделение мобильных игр. Соответственно, планируется создание третьей новой команды путём набора новых сотрудников. На момент данного интервью общее количество сотрудников компании равно 105.
Джордж Бруссард, сооснователь 3D Realms, так прокомментировал данную покупку:
Нет лучшей компании, которая бы могла купить их. Мы все довольно удачливы, и я ожидаю, что ZeniMax не будет существенно «трогать» id Software и даст ей делать то, что они делают; т. е. поступит так же, как и с Bethesda. Помните, что Oblivion и Fallout 3 были сделаны при том же самом соглашении. Если бы это был какой-то другой издатель, то это была бы причина для поминок, но в этом случае сто́ит праздновать.
Позже стало известно, что для покупки id Software компания ZeniMax Media взяла кредит в размере $105 млн.

## Разработки

### Технологии
Начиная со своей первой игровой серии Commander Keen, id Software продавала лицензии на использование исходных кодов своих игр, сейчас такая практика называется игровой движок. id Software, ведомая идеями Джона Ромеро, на одних из выходных лета 1991 устроила встречу под названием «The id Summer Seminar» (англ. летний семинар id) с потенциальными покупателями лицензий, в числе которых были Скотт Миллер, Джордж Бруссард, Кен Рогоуэй, Джим Норвуд и Тодд Реплогл. Для демонстрации своих технологий компания экспромтом сделала игру Wac-Man, которая не только подчеркивала преимущества движка Keen, но также позволяла бы продемонстрировать его работу изнутри.
Каждый раз, когда id Software разрабатывала новый движок для своих игр, он становился вехой в развитии технологий, например, Commander Keen, Wolfenstein 3D, Shadowcaster, Doom, Quake, Quake II, Quake III и даже Doom 3. После использования в игре собственной разработки, движки становились доступными для лицензирования другим компаниям. По замечанию ресурса Eurogamer, «название id Software стала синонимом игровых движков для PC, как только идея отдельно предоставляемого движка стала популярной». В течение второй половины 1990-х годов «каждый раз с выходом технологий на новый уровень можно было ожидать увидеть эту компанию на лидирующей позиции», поскольку движок игры Quake III нашел широкое применение в индустрии. Однако следующий движок, id Tech 4, не получил столь широкого распространения как его конкурент Unreal Engine от Epic Games из-за длительного процесса разработки игры Doom 3, до выхода которой движок не мог стать доступным для лицензирования.
Джон Кармак, в силу своих убеждений, открыл исходный код почти всех значимых игровых движков id Software под лицензией GNU GPL. Изначально исходные коды каждого движка открывались, когда его возраст составлял 5 лет. Как следствие, возникло множество любительских проектов по переносу кода на другие платформы, очистке исходного кода или внесению в него существенных модификаций. Так, движки Wolfenstein 3D, Doom и Quake были перенесены практически на каждую платформу, имеющую достаточные вычислительные ресурсы: карманные компьютеры, планшетные ПК, игровые приставки и т. д. Примером таких впечатляющих модификаций может стать движок DarkPlaces, который не только добавляет в оригинальный Quake высококачественные тени, но и содержит более эффективный сетевой протокол. Другой подобный проект — ioquake3 — нацелен на очистку исходного кода, добавление функций и удаление багов. Даже исходный код таких старых игр id Software как Hovertank 3D и Catacomb 3D был опубликован в июне 2014 года компанией Flat Rock Software.
В 2004 году открытие исходного кода движка Quake III было перенесено на 2005 год, из-за того, что множество проектов сторонних студий на тот момент ещё находились в разработке и открытие исходного кода движка могло бы серьёзно уменьшить стоимость этих инвестиций.
id Software публично отказалась от поддержки приставки Nintendo Wii (вероятно, из-за её технических ограничений). Вместе с тем сообщалось, что они по-прежнему рассматривают возможность выпуска игр на этой платформе, хоть это и будут преимущественно игры, выпущенные в 1990-х.
После анонса движка id Tech 5 ранее созданные движки в id Software решили называть по типу «id Tech (номер версии)». Все ранние движки задним числом были переименованы, и под названием «id Tech 1» теперь подразумевается движок игры Doom. Иронично, что при этом своего номера не получил движок Quake, оставшись Quake engine. Название id Tech 2 получил движок Quake II.

### Поддержка Linux
id Software — одна из первых компаний на рынке игр для Linux, и версии игр, выпущенных компанией для Linux оказались весьма популярными. Многие из таких версий были отмечены наградами «выбор читателей» или «выбор редакции» издания Linux Journal. Первой игрой id Software, портированной на Linux стал Doom, также были портированы многие другие игры компании. Несмотря на то, что ни id Software, ни обладатели лицензий на её движки никогда не портировали некоторые ранние игры на Linux своими силами (например, Wolfenstein 3D, Spear of Destiny, Heretic, Hexen, Hexen II или Strife), их все же можно запускать на Linux и других ОС, используя тот или иной source-порт. Quake Live в момент выхода поддерживал ОС Linux и macOS, однако позднее, при переходе с браузерной на исполняемую версию, поддержка данных ОС игрой была прекращена.
Традиция портирования игр на Linux была основана Дэйвом Д. Тейлором, которую позднее поддержал Дэвид Кирш. Начиная с Quake III Arena портированием на Linux занимался Тимоти Бэссет. Основная масса игр, выпущенная на движке id Tech 4, в том числе от сторонних разработчиков, имела поддержку Linux, за исключением Wolfenstein и Brink. Также практически все игры на движке Quake II, кроме разработанных Ion Storm, могли работать на Linux. Вопреки опасениям сообщества Linux-игроков в том, что движок id Tech 5 может не иметь поддержки Linux, Бэссет в своём блоге отметил, что «он будет проклят, если у компании не найдется времени для создания порта на Linux». По мнению Бэссета основная мотивация компании создавать сборки движков для Linux в том, что это позволяет получить более качественный код, а также интерес к технической стороне этой платформы в целом. 26 января 2012 года Бэссет сообщил, что уволился из id.
Джон Кармак высказывался в духе сожаления за выпуск Linux-портов в прошлом. В то же время Тодд Холленсхед заявил: «Достаточно сказано, мы продолжаем быть лидерами в поддержке платформы Linux, поскольку считаем, что это технически грамотная система, а также поскольку её выбирают для самых разнообразных серверов.» Тем не менее 25 апреля 2012 года Кармак сообщил, что у компании «нет планов создания полноценной сборки для Linux» новейшей на тот момент игры Rage. В феврале 2013 Кармак приводил аргументы в пользу того, что улучшение эмуляции было бы «технически правильным направлением для игр на Linux», озвученные в канве политики ZeniMax, отказавшейся от поддержки «неофициальных файлов», в число которых были включены все ранее вышедшие неофициально порты (кроме Quake III Arena от Loki Software и ранних версий Quake Live). При этом Кармак не упоминал порты на Linux игр Quake: The Offering и Quake II: Colossus, официально выпущенные id Software и изданные Macmillan Publishers USA.

## Игры

### Commander Keen
Игры серии Commander Keen представляют собой платформеры, в которых впервые на платформе MS-DOS была реализована плавная графика типа сайд-скроллер, впоследствии быстро ставшая массовой. Первая игра серии, Commander Keen in Invasion of the Vorticons, стала очень успешной и породила целую серию. Игра вышла 14 декабря 1990 года. В создании этой серии был максимально вовлечен геймдизайнер Том Холл.

### Wolfenstein
Первая игра компании, ставшая настоящим прорывом, Wolfenstein 3D, вышла 5 мая 1992 года. Игра представляет собой шутер от первого лица c плавной 3D-графикой, что было беспрецедентным явлением для компьютерных игр. По сути, открыв этой игрой новый жанр, впоследствии id Software создали Doom и Quake, также ставшие первыми играми популярных серий. Каждый следующий шутер компании демонстрировал все более выдающийся уровень графических технологий. После Wolfenstein 3D за авторством id Software вышел приквел Spear of Destiny. Через 9 лет после выхода Wolfenstein 3D компания помогала студии Gray Matter Interactive в разработке Return to Castle Wolfenstein на движке id Tech 3. Сиквел последней, игра Wolfenstein 2009 года, был разработан уже Raven Software на движке id Tech 4. С 2014 года разработка игр данной франшизы передана другой дочерней компании Zenimax Media, шведской студии MachineGames.

### Doom
10 декабря 1993 года, через 18 месяцев после выхода Wolfenstein 3D, id Software выпустила новую игру — Doom, — который снова задал новые стандарты качества графики и уровня жестокости в компьютерных играх. Doom основан на смеси научной фантастики и ужасов и отображал графику, ранее недостижимую ни на персональных компьютерах, ни на игровых приставках. Doom стал культурным феноменом, а тема жестокости в игре подняла волну критики, обличающей опасности жестокости в компьютерных играх. Doom был портирован на множество платформ, воодушевил создание множества подражаний и со временем обзавелся технологически близким продолжением Doom II: Hell on Earth. id Software заняли своё место в истории компьютерных игр с выпуском shareware версии Doom. В 2004 году с выходом Doom 3 игровая франшиза была перезапущена. На мероприятии QuakeCon в 2007 году Джон Кармак отметил что решение о выходе Doom 4 принято. Doom, четвёртая основная игра в серии и её второй перезапуск, вышла 13 мая 2016 и доступна на Windows, Xbox One и Playstation 4.

### Quake
Выход игры Quake 22 июня 1996 года стал очередной вехой в истории компании. Игра в момент выхода была на острие прогресса, сочетая в себе полностью трехмерный движок Quake engine и самобытный художественный стиль, в результате получилась графика, воспетая критиками. Также не была забыта звуковая составляющая, для которой Трент Резнор, лидер группы Nine Inch Nails, способствовал созданию уникальных фоновых звуков и музыки. Также группа получила небольшую оплату за использования её логотипа для ящиков с патронами для оружия «Nailgun». Также в работе над игрой принимал участие Майкл Абраш. Кроме того, одна из возможностей — играть в режиме deathmatch через интернет (при помощи специально разработанного дополнения QuakeWorld) — была настолько новаторской в то время, что многими расценивается как одна из главнейших функций.
В 2008 году id Software была удостоена 59й ежегодной технической награды Эмми Technology & Engineering за новаторскую работу в Quake, проявившуюся в возможности создания пользовательских модификаций игры. id Software — единственный разработчик компьютерных игр, дважды удостоенный награды американской Национальной академии телевизионных искусств и наук, а также получившей в 2007 году награду Эмми за создание 3D технологии, которая является основой многих современных игр в жанре шутер.
Серия Quake была продолжена в 1997 году игрой Quake II. Также Activision приобрела 49 % долю в компании, став в результате своеобразным партнёром-издателем игр до 2009 года. Однако, Quake II не является прямым сиквелом, вместо этого игра происходит во время осады планеты Строггос в качестве ответа на нападение расы строгг на Землю (события первой части). Сюжет большинства дальнейших игр серии в целом придерживается этой канвы. Следующая игра в серии, Quake III Arena, не имеет значимого сюжета, сконцентрировавшись на «Вечной арене» — гладиаторских боях, проводимых расой чужих Вадригар, где сражаются бойцы, вырванные из различных точек пространства и времени. Помимо них есть несколько персонажей, срисованных или основанных на таковых из Doom («DoomGuy»), Quake (Ranger, Wrack) и Quake II (Bitterman, Tank Jr., Grunt, Stripe). Quake IV (2005) начинается ровно в том месте, где закончилась вторая игра серии — на последних днях войны между людьми и расой строгг. Спин-офф Enemy Territory: Quake Wars является сюжетным приквелом, где действие происходит в первые дни нападения расы строгг на Землю. И Enemy Territory: Quake Wars, и Quake IV были разработаны сторонними компаниями.
Помимо этого были созданы и другие спин-оффы, такие как Quake Mobile (2005) или Quake Live, изначально работавшая в интернет-браузере модификация Quake III. Также была запланирована игра Quake Arena DS для платформы Nintendo DS, но проект был отменен. На событии QuakeCon в 2007 году Джон Кармак сообщил, что следующая игра серии выйдет на новом движке id Tech 5. В 2017 году в раннем доступе вышла игра Quake Champions, которая разрабатывается совместно id Software и Saber Interactive.

### Rage
В мае 2007 года Тодд Холленсхэд анонсировал работу компании над совершенно новой игровой серией, которая выйдет на новом игровом движке. При этом он подчеркнул, что это будет первая игра после вышедшего в 2004 году Doom 3, полностью разработанная силами самой id Software. Тем же летом, выступая на Worldwide Developers Conference Джон Кармак сообщил, что новый движок будет называться id Tech 5. Ещё позже в том же году на событии QuakeCon было раскрыто название этой игры — Rage.
На выставке E3 14 июля 2008 года id Software сообщила, что их новая игра Rage будет издаваться Electronic Arts, а не Activision, с которым id сотрудничала длительное время. Однако же после покупки компании издательской группой ZeniMax Media было объявлено, что издавать Rage в таких обстоятельствах будет Bethesda Softworks.
В ходе QuakeCon 12 августа 2010 года id Software анонсировала дату выпуска Rage в США 13 сентября 2011 года и в Европе 15 сентября 2011 года. Во время этого был показан спин-офф Rage, работающий на iPhone. Эта технологическая демо-версия позже стала Rage HD.
Спустя почти 7 лет после выхода оригинальной игры было анонсировано продолжение — Rage 2. Игра была представлена 14 мая 2018 года. Разработкой занимается не только id Software, но и компания Avalanche Studios. Релиз игры состоялся 14 мая 2019 года на платформах Windows, PlayStation 4 и Xbox One.

### Прочие игры
В первые месяцы своего существования id Software выпустила большое количество самых разных игр. В их число входят первые эксперименты компании с 3D шутерами — Hovertank 3D и Catacomb 3D, — далекие прообразы Wolfenstein 3D и Doom которые были выпущены в 1991 году. Была выпущена серия Rescue Rover, состоящая из двух игр. Также за их авторством вышла серия Dangerous Dave Джона Ромеро, в которую входит и весьма примечательная технологическая демо-версия (In Copyright Infringement), на технологии которой был создан движок игры Commander Keen и менее популярная игра Dangerous Dave in the Haunted Mansion. Последняя была создана на одном движке с игрой Shadow Knights, причем обе они были разработаны id Software для выполнения обязательных условий контракта с Softdisk, где изначально работали сотрудники id Software. Также компания курировала ряд проектов, разработанных другими компаниями на основе интеллектуальной собственности id. К ним относятся Shadowcaster (переходная версия движка от Wolf 3D к id Tech 1), Heretic, Hexen (id Tech 1), Hexen II (Id Tech 2), Orcs & Elves (движок Doom RPG).

### Разработанные игры
| Год  | Название                                    | Платформа(ы)                                                     | Платформа(ы)                                                                                                 | Платформа(ы)             | Примечания                                                    | Издатель(и)        |
| Год  | Название                                    | Персональные компьютеры                                          | Игровые приставки                                                                                            | Портативные устройства   | Примечания                                                    | Издатель(и)        |
| ---- | ------------------------------------------- | ---------------------------------------------------------------- | --- | ------------------------ | ------------------------------------------------------------- | ------------------ |
| 1988 | Dangerous Dave                              | Apple II, MS-DOS                                                 | — | —                        |                                                               | Softdisk           |
| 1990 | Commander Keen in Invasion of the Vorticons | MS-DOS                                                           | — | —                        |                                                               | Apogee Software    |
| 1991 | Catacomb 3-D                                | MS-DOS                                                           | — | —                        |                                                               | Softdisk           |
| 1991 | Commander Keen in Keen Dreams               | MS-DOS                                                           | — | —                        |                                                               | Softdisk           |
| 1991 | Commander Keen in Goodbye, Galaxy           | MS-DOS                                                           | — | —                        |                                                               | Apogee Software    |
| 1991 | Commander Keen in Aliens Ate My Babysitter  | MS-DOS                                                           | — | —                        |                                                               | FormGen            |
| 1991 | Dangerous Dave in the Haunted Mansion       | MS-DOS                                                           | — | —                        |                                                               | Softdisk           |
| 1991 | Rescue Rover                                | MS-DOS                                                           | — | —                        |                                                               | Softdisk           |
| 1991 | Rescue Rover 2                              | MS-DOS                                                           | — | —                        |                                                               | Softdisk           |
| 1991 | Shadow Knights                              | MS-DOS                                                           | — | —                        |                                                               | Softdisk           |
| 1991 | Hovertank 3D                                | MS-DOS                                                           | — | —                        |                                                               | Softdisk           |
| 1992 | Wolfenstein 3D                              | MS-DOS, Archimedes, Mac OS, Apple IIGS, Amiga 1200, PC-98, Linux | SNES, Atari Jaguar, 3DO, GBA, PlayStation 3, Xbox, Xbox 360                                                  | Windows Mobile, iOS      |                                                               | Apogee Software    |
| 1992 | Spear of Destiny                            | MS-DOS                                                           | — | iOS                      |                                                               | FormGen            |
| 1993 | Tiles of the Dragon                         | MS-DOS                                                           | — | —                        |                                                               | Softdisk           |
| 1993 | Doom                                        | MS-DOS, Windows, Mac OS, Linux, Acorn Archimedes                 | SNES, Sega 32X, Sega Saturn, 3DO, PlayStation, Game Boy Advance, Atari Jaguar, Xbox, Xbox 360, PlayStation 3 | iOS, Android             |                                                               | GT Interactive     |
| 1994 | Doom II: Hell on Earth                      | MS-DOS, Windows, Mac OS                                          | Game Boy Advance, Sega Saturn, Tapwave Zodiac, PlayStation, Xbox 360, PlayStation 3                          | Android                  |                                                               | GT Interactive     |
| 1996 | Quake                                       | MS-DOS, AmigaOS, Mac OS, Linux, Windows                          | Sega Saturn, Nintendo 64                                                                                     | —                        |                                                               | GT Interactive     |
| 1997 | Quake II                                    | Windows, AmigaOS, Mac OS, Linux                                  | Nintendo 64, PlayStation, Xbox 360, Zeebo, Dreamcast                                                         | —                        |                                                               | Activision         |
| 1999 | Quake III Arena                             | Windows, macOS, Linux                                            | Dreamcast, PlayStation 2, Xbox 360                                                                           | —                        |                                                               | Activision         |
| 2004 | Doom 3                                      | Windows, macOS, Linux                                            | Xbox, PlayStation 3, Xbox 360                                                                                | Android, Nintendo Switch |                                                               | Activision         |
| 2005 | Doom RPG                                    | —                                                                | — | Java ME, BREW, iOS       | Совместная разработка с Fountainhead Entertainment            | EA Mobile          |
| 2006 | Orcs & Elves                                | —                                                                | — | Java ME, BREW, iOS       | Совместная разработка с Fountainhead Entertainment            | EA Mobile          |
| 2008 | Wolfenstein RPG                             | —                                                                | — | Java ME, BREW, iOS       | Совместная разработка с Fountainhead Entertainment            | EA Mobile          |
| 2009 | Doom II RPG                                 | —                                                                | — | Java ME, BREW, iOS       | Совместная разработка с Fountainhead Entertainment            | EA Mobile          |
| 2010 | Quake Live                                  | Windows                                                          | — | —                        |                                                               | Bethesda Softworks |
| 2011 | Rage                                        | Windows, macOS                                                   | PlayStation 3, Xbox 360                                                                                      | —                        |                                                               | Bethesda Softworks |
| 2016 | Doom                                        | Windows                                                          | PlayStation 4, Xbox One, Nintendo Switch                                                                     | Nintendo Switch          | Совместная разработка с Certain Affinity и Escalation Studios | Bethesda Softworks |
| 2017 | Doom VFR                                    | Windows                                                          | PlayStation VR                                                                                               | —                        | Совместная разработка с Bethesda Game Studios Dallas          | Bethesda Softworks |
| 2019 | Rage 2                                      | Windows                                                          | PlayStation 4, Xbox One                                                                                      | —                        | Совместная разработка с Avalanche Studios                     | Bethesda Softworks |
| 2020 | Doom Eternal                                | Windows                                                          | PlayStation 4, PlayStation 5, Xbox One, Xbox Series X/S, Nintendo Switch                                     | —                        |                                                               | Bethesda Softworks |
| 2022 | Quake Champions                             | Windows                                                          | — | —                        | Совместная разработка с Saber Interactive                     | Bethesda Softworks |
| 2025 | Doom: The Dark Ages                         | Windows                                                          | PlayStation 5, Xbox Series X/S                                                                               | —                        |                                                               | Bethesda Softworks |

### Изданные игры
| Год  | Название | Платформа(-ы)                                         | Разработчик(и) |
| ---- | -------- | ----------------------------------------------------- | -------------- |
| 1994 | Heretic  | MS-DOS, Mac OS                                        | Raven Software |
| 1995 | Hexen    | MS-DOS, Mac OS, PlayStation, Sega Saturn, Nintendo 64 | Raven Software |
| 1997 | Hexen II | Windows, macOS                                        | Raven Software |

## Другая продукция
id Software часто связывают с романами по серии Doom со времени их первой публикации. Серия романов была продолжена в 2008 году при участии Мэттью Дж. Кастелло (сюжетного консультанта Doom 3 и Rage) новыми книгами по Doom 3 — Worlds on Fire и Maelstrom.
Также id Software была задействована в производстве фильма по мотивам франшизы Doom в 2005. В августе 2007 на QuakeCon Тодд Холленсхэд объявил, что фильм по Return to Castle Wolfenstein находится в разработке и в его создании участвует команда сценариста и продюсера Сайлент Хилла, а именно сценарист и режиссёр Роджер Эвери и продюсер Сэмьюэл Хадида.

## Критика
id Software получила большое количество критических замечаний после выхода двух популярных игр: Wolfenstein 3D и Doom.

### Wolfenstein 3D
Из-за того, что в игре часто используется свастика, гимн НСДАП и песня Хорста Весселя в качестве фоновой музыки, продажи версии игры для ПК были прекращены в Германии в 1994 году в соответствии с вердиктом окружного суда Мюнхена, вынесенного 25 января 1994 года. Несмотря на то, что в игре нацисты выступают в качестве врагов, любое использование подобных атрибутов в Германии является нарушением немецкого федерального законодательства. По тем же причинам были прекращены продажи версии игры для Atari Jaguar в соответствии с вердиктом берлинского окружного суда от 7 декабря 1994.
По требованию американского подразделения Nintendo из версии игры для SNES были удалены изображения свастики и нацистская символика, а также брызги крови заменены по́том, чтобы сделать игру внешне менее жестокой, кроме того, нападающие на игрока служебные собаки были заменены на крыс-мутантов. Данные изменения в Wolfenstein были высмеяны разработчиками в The Official DOOM Player Guide (англ. официальный гид игрока по DOOM), где иронично подчеркивалось, что стрелять в людей или крыс считалось морально допустимым, а в собак — нет. Помимо этого в игру было добавлено два новых оружия. Версия для SNES оказалась менее успешной, чем оригинальная версия для ПК.

### Doom
Doom столкнулся с волной критики за обилие графической жестокости, а также образы сатанизма, что вызвало недовольство у самых разных групп. Портал Yahoo! Games включил Doom в свой список наиболее спорных игр всех времен.
Игра разожгла споры о стрельбе в школах США после того как стало известно, что Эрик Харрис и Дилан Клиболд, учинившие расправу в высшей школе «Колумбайн» в 1999, были фанатами Doom. Планируя свою расправу, Харрис говорил, что они должны убивать «как в игре Doom» и что «это будет как лос-анджелесский бунт, теракт в Оклахома-Сити, вторая мировая война, война во Вьетнаме, Duke Nukem и Doom вместе взятые», а также, что ружьё «вышло прямиком из игры». До сих пор ходит слух, будто бы Харрис создал уровень для Doom, похожий на школу, наполнил его образами своих одноклассников, после чего оттачивал свой замысел, раз за разом проходя этот уровень. Действительно, известны уровни для Doom от Харриса, однако ни один из них никак не относится к школе «Колумбайн».
Пока Doom и другие жестокие компьютерные игры получали обвинения из-за стрельбы в школах, охвативших на тот момент всю страну, исследование 2008 года научного центра Greater Good Science Center показало, что вряд ли игры имели прямое отношение к случившейся расправе. Исследователи из Гарвардской медицинской школы Черил Олсон и Лоренс Катнер не нашли никакой связи между жестокими играми и стрельбой в школах. После анализа профилей личностей школьных стрелков Секретная служба США и Министерство образования США обнаружили, что к наиболее типичным чертам этих людей относится то, что они — мужчины и что у них либо была диагностирована депрессия, либо имелись попытки самоубийства. Несмотря на то что убийцы, как любые другие подростки такого возраста, играли в компьютерные игры, произведённое исследование не обнаружило связи между компьютерными играми и стрельбой. Примерно 1/8 часть школьников имела какой-то особый интерес к играм, что намного меньше числа стрелков, которые читали книги и смотрели фильмы с жестоким содержанием.